# Huelepega: Ley de la calle
Huelepega: Ley de la calle é um filme de drama venezuelano de 1999 dirigido e escrito por Elia Schneider. Foi selecionado como representante da Venezuela à edição do Oscar 2001, organizada pela Academia de Artes e Ciências Cinematográficas.

## Elenco
- José Gregorio Rivas
- Alfredo Medina
- Luis Campos Pelón